# Scorpaenodes englerti
Scorpaenodes englerti är en fiskart som beskrevs av William N. Eschmeyer och Allen, 1971. Scorpaenodes englerti ingår i släktet Scorpaenodes och familjen Scorpaenidae. Inga underarter finns listade i Catalogue of Life.